# Ubiquity (software)
Ubiquity (lett. Ubiquità) è un software con cui è possibile installare il sistema operativo Ubuntu. È in grado di essere eseguito da live CD e possiede due interfacce grafiche: Qt e GTK+. 
La prima versione di Ubiquity è stata sviluppata per il rilascio di Ubuntu 6.06 (Dapper Drake). A partire dalla versione distribuita con la Ubuntu 18.04 consente una installazione minimale non prevista invece sulle versioni derivate.

## Caratteristiche
- Interfaccia multilingue
- Procedure guidate per facilitare l'installazione
- Completamente personalizzabile e adatto anche per sistemi diversi come Mythbuntu
- Rilevazione automatica degli errori
- Possibilità di selezionare un fuso orario appropriato
- Possibilità di importare da installazioni già presenti[1]:
  - Account utente
  - Account e-mail
  - Account di chat
  - Preferiti
  - Immagini, sfondi, documenti, musica e foto

## Altre distribuzioni
Ubiquity viene anche utilizzato per installare i seguenti sistemi operativi:
- Kubuntu
- Xubuntu
- Mythbuntu
- Linux Mint
- gNewSense
- Trisquel GNU/Linux
- Asturix
- Backtrack
- Zorin OS
- Ubuntu